# Bibliothek der Nation
Die Bibliothek der Nation (türkisch Cumhurbaşkanlığı Millet Kütüphanesi) ist die größte Bibliothek der Türkei. Der Bestand umfasst offiziellen Angaben zufolge zwei Millionen gedruckte Bücher in 134 verschiedenen Sprachen. Die Bibliothek ist dem Amt des Staatspräsidenten der Republik Türkei angegliedert und gehört als Teil der Külliye zum Präsidentenpalast. Die Bibliothek liegt im Stadtbezirk Yenimahalle der türkischen Hauptstadt Ankara im Ortsteil Beştepe zwischen der Söğütözü Caddesi, der Beştepe Caddesi und der Çiftlik Caddesi.

## Geschichte
2016 wurde der Bau der Bibliothek vom türkischen Präsidenten Recep Tayyip Erdoğan angekündigt. Die Bibliothek wurde am 20. Februar 2020 vom Präsidenten in Anwesenheit von mehr als 2000 Gästen eröffnet.
Die Bibliothek der Nation ist seit der Gründung der Türkischen Republik die größte Bibliothek des Landes. Im Besitz der Bibliothek befindet sich eine Ausgabe des ersten türkischen Wörterbuchs Dîvânul Lugâti't-Türk des Mahmūd al-Kāschgharī.
Die Bibliothek hat eine Fläche von 125.000 m² und kann 5.500 Leser aufnehmen. Die Architektur der Bibliothek ist mit weißem und rosa Marmor entworfen worden und wurde mit osmanischen und seldschukischen traditionellen und zeitgenössischen Motiven gestaltet.

## Bestand
- 2.168.302 gedruckte Bücher[5][6]
- 2.948.290 Ausgaben aus 25.017 gedruckten Magazinen
- 141.718.843 Quellen, darunter die digitalen Dokumente aus den Staatsarchiven der Präsidentschaft, stehen Forschern zur Verfügung.
- 73 Datenbanken
- 1.218.475 E-Books
- 7.901.681 elektronische Abschlussarbeiten
- 300.000.000 Artikel, Berichte und desgleichen aus 60.000 E-Journals

### Spenden
Personen, die aus ihren persönlichen Sammlungen an die Bibliothek gespendet haben, sind: Recep Tayyip Erdoğan sowie die Botschafter der Länder Usbekistan, Indien, Chile, China, Frankreich und Belarus.
Des Weiteren u. a. İlber Ortaylı, Abdülbaki Gölpınarlı, Cinuçen Tanrıkorur, Şefik Can, Mehmet Seracettin Tezçakın, Hasan Celal Güzel, Mehmet Şevket Eygi, Mustafa Kamil Dürüst, Mustafa Şerif Onaran, Muhsin Mete, Saman-Hatice Helvacıoğlu und Cemil Meriç.
Darüber hinaus sandte der französische Präsident Emmanuel Macron einen Sonderbeauftragten, um eine Zusammenarbeit zwischen der Bibliothek der Nation und der Französischen Nationalbibliothek vorzuschlagen.

## Abteilungen, Säle und Fachbibliotheken

### Cihannümâ-Halle
Der Cihannümâ-Saal erhielt seinen Namen von der unvollendeten Kosmographie des türkischen Universalgelehrten Katib Çelebi und verfügt über eine Sammlung von ca. 200.000 Medien. Er bietet auf einer Fläche von 3469 m² Platz für 224 Personen. Es stehen hier Bücher aus über 100 Ländern in 134 verschiedenen Sprachen zur Verfügung sowie Bücher, die im Namen der Präsidenten der Republik Türkei geschrieben wurden.

### Bibliothek für seltene Werke
Die Bibliothek für seltene Werke hat eine Fläche von 1699 m² und bietet auf zwei Etagen Platz für 226 Besucher. Sie verfügt über acht Arbeitsgruppenräume. Die Bibliothek enthält etwa 50.000 seltene Werke und eine Sammlung digitalisierter Formen dieser Werke. Die Bibliothek beinhaltet Manuskripte, gedruckte Werke in osmanischem Türkisch, Werke mit Malerei und Gravur, limitierte Werke sowie Werke, die vor 1900 in westlichen Sprachen veröffentlicht wurden.

### Forschungsbibliothek
Die Forschungsbibliothek hat eine Fläche von 3862 m² und bietet Platz für 630 Besucher. Die Bibliothek hat eine Sammlung von ca. 20.000 Büchern und verfügt über 2 Etagen und 20 Arbeitsgruppenräume. In diesem Fachbereich sind wissenschaftliche Bücher, Forschungsberichte und Dokumente enthalten, die als Grundlage für akademische Studien dienen.

### Kinderbibliothek Nasreddin Hodscha
Die Kinderbibliothek Nasreddin Hodscha bietet Platz für 197 Personen auf einer Fläche von 1061 m². Die Kinderbibliothek mit einer Sammlung von 25.000 Medien richtet sich an Kinder zwischen 5 und 10 Jahren. In der Bibliothek werden auch Höraktivitäten und Arbeiten zur traditionellen türkischen Kunst durchgeführt. Darüber hinaus verfügt die Kinderbibliothek über einen Kinosaal, in dem Märchen auf dem Programm stehen.

### Jugendbibliothek
Die Jugendbibliothek für Jugendliche im Alter von 10 bis 15 Jahren verfügt über 12.000 Medien und bietet Platz für 74 Personen auf einer Fläche von 1699 m². Die einzelnen Lernräume können nach vorheriger Reservierung genutzt werden. Jugendliche können auch in den speziellen Räumen der Bibliothek individuell lesen oder in drei Räumen arbeiten, die für Gruppenarbeiten reserviert sind.

### Audio- und Videobibliothek
Die Audio- und Videobibliothek verfügt über eine Sammlung von ca. 10.000 audiovisuellen Materialien und eine Kapazität von 209 Sitzplätzen auf einer Fläche von 1800 m². Die Bibliothek hat zwei Etagen und umfasst vier digitale Räume sowie zwölf individuelle Anzeige- /Hörkabinen.

### Zeitschriftenhalle
Das Zeitschriftenmagazin mit einer Sammlung von 1550 aktuellen Magazinen und Zeitungen bietet Platz für 193 Personen auf einer Fläche von 1123 m². Die Sammlung umfasst Magazine in verschiedenen Richtungen und Sprachen wie Literatur, Kunst, Geschichte, Recht, Wirtschaft, Sport und gesundes Leben.

### Lesesaal
Der gesamte Lesesaal mit einer Fläche von 9610 m² hat eine Sammlung von ca. 300.000 Medien und bietet Platz für 1328 Personen. Die Lesesäle verfügen über 32 Gruppenarbeitsräume und 8 Ruhebereiche.

### Handbibliothek
Der Präsenzbestand im Lesesaal umfasst ca. 10.000 Medien auf einer Fläche von 120 m². In diesem Bereich findet man Wörterbücher, Enzyklopädien, Jahrbücher und Almanache.

## Weitere Services
- 7.000 Magazine aus 120 Ländern und Tageszeitungen mit Zugriff am selben Tag. 90-Tage-Archive dieser Veröffentlichungen mit ganzseitigem Originaldruck können über die Bildschirme im Lesesaal aufgerufen werden.
- Zusätzlich zu den elektronischen Bibliotheksdiensten erhalten Leser rund um die Uhr über mobile Anwendungen Zugriff auf Ressourcen.
- Ein großes Restaurant befindet sich im 6. Stock der Bibliothek.